# Psechrus steineri
Espèce
Psechrus steineri est une espèce d'araignées aranéomorphes de la famille des Psechridae.

## Distribution
Cette espèce est endémique de la province de Khammouane au Laos,.

## Description
C'est une espèce troglophile qui a été découverte dans la grotte Tham Pha Leusi dans le système de grottes de la Xe Bang Fai.

## Étymologie
Cette espèce est nommée en l'honneur d'Helmut Steiner

## Publication originale
- Bayer & Jäger, 2010 : Expected species richness in the genus Psechrus in Laos (Araneae: Psechridae). Revue suisse de Zoologie, vol. 117, no 1, p. 57-75.